# Котки и кучета 3: Лапи, обединявайте се!
„Котки и кучета 3: Лапи, обединявайте се!“ (на английски: Cats & Dogs 3: Paws Unite!) е американска шпионска екшън комедия от 2020 г. на режисьора Шон Макнамара, озвучаващия състав се състои от Мелиса Рауч, Макс Грийнфилйд и Джордж Лопес. Той е самостоятелно продължение на „Котки и кучета: Отмъщението на Кити“ (2010) и е третият и последен филм от филмовата поредица „Котки и кучета“. За разлика от първите си два филма, „Лапи, обединявайте се!“ е пуснат чрез видео излъчване в Съединените щати на 15 септември 2020 г. Освен това в него не присъстват актьори от предишните части.
В България филмът е излъчен на 12 май 2022 г. по Би Ти Ви Комеди в петък от 10:00 ч. Дублажът е на студио Медиа Линк. Екипът се състои от:
| Озвучаващи артисти  | Цветослава Симеонова Яна Огнянова Владимир Колев Кирил Ивайлов Георги Стоянов |
| Преводач            | Мариана Димитрова                                                             |
| Тонрежисьор         | Емил Енев                                                                     |
| Режисьор на дублажа | Дора Ангелова                                                                 |